# Laurent Cohen
Pour les articles homonymes, voir Cohen.
Laurent Cohen, né le 14 avril 1960 à Paris, est neurologue (praticien hospitalier, Hôpital de la Salpêtrière, Paris), professeur des Universités (Sorbonne-Université), et chercheur en neurosciences cognitives (Institut du Cerveau, ICM).

## Domaine et parcours
La neuropsychologie, la mémoire et la neuroimagerie sont ses spécialités.
Depuis 1999, il est professeur des universités – praticien hospitalier à l'université Pierre-et-Marie-Curie pour l'hôpital de la Salpêtrière et directeur de recherche à l'Institut national de la santé et de la recherche médicale.
Il est l'auteur de livres accessibles au grand public, tels que L'homme-thermomètre ou Pourquoi les filles sont si bonnes en maths. 
Il est aussi chroniqueur dans Allô Docteurs.

## Publications
- L'homme-thermomètre, Odile Jacob, 2004
- Pourquoi les chimpanzés ne parlent pas, Odile Jacob, 2009
- Pourquoi les filles sont si bonnes en maths, Odile Jacob, 2013
- Comment lire avec les oreilles, Odile Jacob, 2017
- Le parfum du rouge et la couleur du Z, Odile Jacob, 2020